# Датски езици
Официалният език на Кралство Дания е датският език , националният език на датчаните, но в Дания се говорят и няколко малцинствени езици като Фарьорски, Немски и Гренландски.
Голяма част от населението на страната (86%)  говорят като втори език английският език, който е задължителен в началните училища в страната. Някои изучават и трети език, най-често немски или френски. Третият най-много говорен език от датчаните е шведският език (13%). 